# لس هومفریس سینگرز
لس هومفریس سینگرز (به انگلیسی: Les Humphries Singers) گروه موسیقی آلمانی بودند.
آن‌ها نماینده آلمان در یوروویژن ۱۹۷۶ بودند.